# Кыз-кала
Кыз-кала (также: Гыз-кала; туркм. Gyz gala) — средневековый город (крепость) Туркменистана, развалины которого расположены в Лебапском велаяте страны, в 120 км ниже по течению Амударьи от г. Туркменабат. Был частью средневекового Хорезма.

## История
Возведение крепости связано, вероятнее всего, с расширением Государства Хорезмшахов в Маверраннахр и относится ко второй половине XII — началу XIII в. Именно в этот период Чарджоуский оазис Лебапского региона стал частью Хорезмского государства, что чётко прослеживается при изучении археологических материалов, в частности, монет периода правления хорезмшаха Мухаммеда Алла-ад-Дина. Во время монгольского нашествия, крепость была оставлена гарнизоном, но через некоторое время вновь начала использоваться. Находки, связанные со вторым периодом обживания (прежде всего, керамика) — хорезмийского облика. Второе, окончательное запустение крепости, скорее всего, произошло в результате походов Тамерлана на Хорезм, бывший в то время частью Золотой Орды, в 80-х гг. XIV в. По всей видимости, завоевание крепости произошло без сопротивления со стороны её жителей, так как отсутствуют следы разрушений. В дальнейшем, крепость Кыз-кала оказалась заброшенной.

## Описание
Крепость Кыз-кала площадью 6 га, расположенная напротив урочища Уч-Керсен, была построена на верхней площадке крутой обрывистой скалы высотой 35 м правого берега Амударьи, расположенной в настоящее время на расстоянии 2 км от реки.
Крепость имеет очертания неправильного пятиугольника, вытянутого с северо-запада на юго-восток, при этом площадь сооружения достигает 6 га. Внешние стены повторяют контуры кургана, местами имеют искусственно приданную волнистость, что помогало защитникам крепости при создании дополнительных возможностей для расширения сектора обстрела. Стены сложены из рваного дикого камня, в основании шириной до 1,5-2 м, а местами они сохранились на высоту около 3 м. На большой части площади сооружения внешняя стена одновременно выполняла функции стен, примыкающих к ней помещений. В западной стороне крепости, где возвышенность имеет сильно пологие склоны и начинается водовод к Амударье, на внешней стене была установлены три полукруглые башни: две из них - каменные, а третья — из жжёного кирпича. Въезд в крепость зафиксирован в юго-западной части, а подступ к нему защищал специальный форт. Въезд оформлен в виде мощного кирпичного портала со сводчатым завершением; сохранился на высоту 8 м лишь правый пилон.

## Исследования
Проводились разведочные посещений крепости в 1939 г. С. П. Толстовым, 1964 г. А. А. Марущенко и 1972 г. Я. Г. Гулямовым. В ходе исследования В. Н. Пилипко в 1974 г. были проведены сборы подъёмного материала и зачистки в отдельных местах. В 1991 и 1994 гг. во время рекогносцировочной поездки и вертолётной съёмки группой специалистов (А.Бурханов) памятников Лебапского региона были осуществлены дополнительные наблюдения.